# Sigmund Freud Privatuniversität Berlin
Die Sigmund Freud Privatuniversität Berlin (Eigenschreibweise: Sigmund Freud PrivatUniversität Berlin) (SFU) ist eine nach österreichischem Recht akkreditierte europäische Privatuniversität in Berlin.
Zu den angebotenen Studiengängen zählen Psychologie (BSc & MSc), das erste Direktstudium der Psychotherapiewissenschaft sowie die Approbationsausbildung zum Psychotherapeuten als auch Journalismus-Studiengänge (Medien & Digitaljournalismus BA & MA). Zusätzlich betreibt die SFU Berlin ein internationales einjähriges postgraduelles Masterprogramm in Cultural Relations & Migration (in den Unterrichtssprachen deutsch und englisch). Alle Studien- und Lehrgänge sind EU-weit anerkannt.

## Geschichte
Die Sigmund Freud Universität (SFU) ist eine nach österreichischem Recht akkreditierte europäische Privatuniversität mit Niederlassungen in Wien, Linz, Paris, Berlin, Mailand und Ljubljana.
Die Sigmund Freud Privatuniversität (kurz: SFU) wurde 2003 von Alfred Pritz, Jutta Fiegl, Heinz Laubreuter und Elisabeth Vykoukal in Wien gegründet. Das Akkreditierungsverfahren nach dem Privatuniversitätsgesetz, welches die Qualität von Lehre und Forschung sichert und regelmäßig erneuert werden muss, wurde 2005 abgeschlossen. Die SFU Paris wurde 2006, die SFU Berlin 2013 am Standort in Berlin-Tempelhof auf dem ehemaligen Flughafengelände gegründet. 2014 folgte die Gründung der SFU Mailand der SFU Linz und der SFU Ljubljana.

## Psychotherapiewissenschaft
Die Sigmund Freud Privatuniversität Wien (SFU) bietet seit 2005 ein grundständiges Studium der Psychotherapiewissenschaft an. Mit der Reform des Deutschen Psychotherapiegesetzes 2020 folgen die deutschen Universitäten mit Modifikationen diesem Prototyp.
Die Sigmund Freud Privatuniversität verschränkt Theoriebildung mit psychotherapeutischer Praxis im PTW Studium; alle wichtigen wissenschaftlichen Grundorientierungen sind in Forschung und Lehre vertreten. Studierende arbeiten auch in den Lehr- und Forschungsambulanzen. Eine durchgängige akademische Karriere in der Psychotherapie als genuine Einzelwissenschaft wird möglich (Bachelor/Master/Doktorat/Habilitation).
Das seit 2016 konsekutive Psychotherapiestudium in Forschung & Lehre an der SFU Berlin beinhaltet zudem am Department für Psychotherapiewissenschaft eine in Deutschland staatlich anerkannte Ausbildungsstätte für Psychotherapie. Approbationsausbildungen in der Fachkunde Tiefenpsychologisch fundierte Psychotherapie, sowie seit 2021 zusätzlich die universitären Approbationslehrgänge in den Fachkunden Psychoanalyse (AP), Verhaltenstherapie (VT) sowie in Kinder- und Jugendlichenpsychotherapie (KJP).
Seit 2013 forscht die SFU in der Psychotherapeutischen Ausbildungsforschung; die Erforschung der Entwicklung der Psychotherapie Ausbildungskandidaten, ihre Zufriedenheit mit dem Studium, mit der methodenspezifischen und -integrativen Ausbildung, die Identifizierung möglicher fördernder und hemmender Faktoren, soll das aktuelle Wissen über die Prozesse, die während der Ausbildung stattfinden, erweitern und ergänzen.

### Ambulanz
Die Psychotherapeutische Ambulanz ist eine Behandlungseinrichtung des staatlich anerkannten Ausbildungsinstituts am Department für Psychotherapiewissenschaft der Sigmund Freud Privatuniversität (SFU) Berlin,  und ist direkt am Platz der Luftbrücke, in der Manfred-von-Richthofen-Str. 4 gelegen.
An der Lehr- und Forschungsambulanz sind approbierte Ambulanztherapeuten sowie Psychologen in Ausbildung zum Psychotherapeuten tätig. Daneben fungieren Studierende der Psychotherapiewissenschaft als Praktikanten im Orientierungspraktikum bzw. höhersemestrige PTW Studierende i. R. der Berufsqualifizierenden Tätigkeit (BQT I-III). Alle Behandlungen finden unter Supervision und Praktikumsreflexion statt, d. h. berufserfahrene Psychotherapeuten verantworten und begleiten die Therapien.
Die Ambulanz ist durch die Kassenärztliche Vereinigung (KV) Berlin zur ambulanten psychotherapeutischen Versorgung ermächtigt. Die Behandlungskosten werden bei entsprechender Behandlungsindikation von der gesetzlichen Krankenversicherung übernommen.

## Lehrinstitut

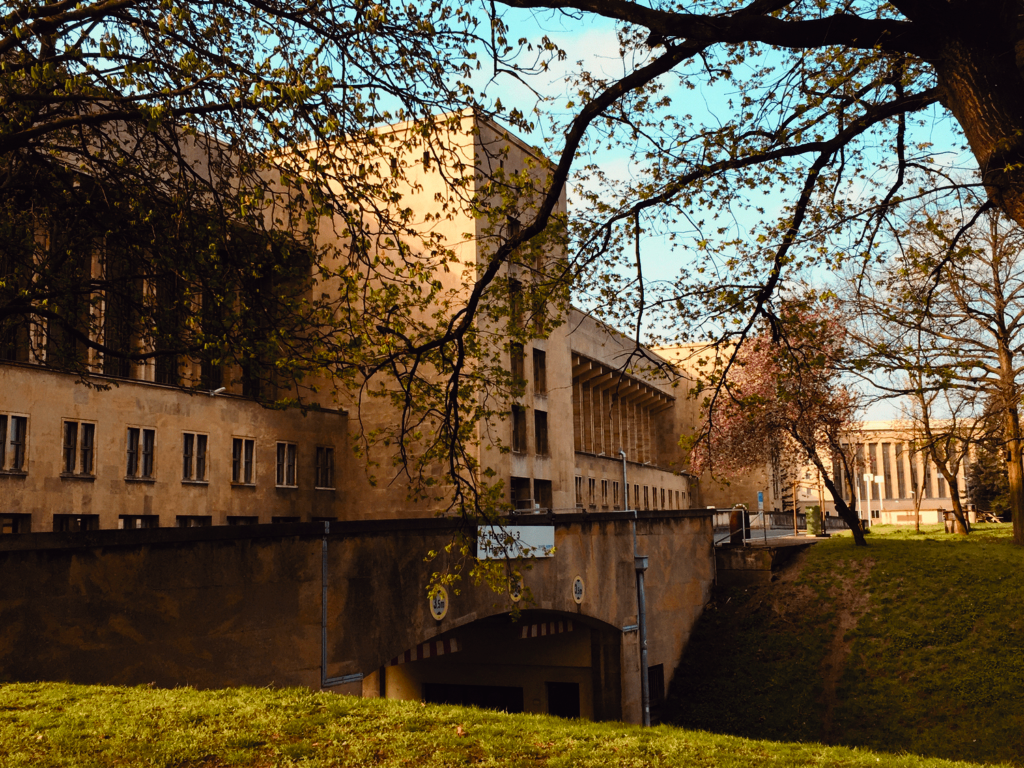
SFU-Campus-Berlin am THF Flughafen Tempelhof, 2018

- Fachkunde tiefenpsychologisch fundierte Psychotherapie
- Fachkunde Verhaltenstherapie
- Kinder- und Jugendlichenpsychotherapie
- Fachkunde Psychoanalyse[14]
- Kunsttherapie[15]

Das Psychotherapeutische Lehrinstitut ist eine staatlich anerkannte Ausbildungsstätte für Psychotherapie und wird in die neue Weiterbildungsstruktur überführt.

### Studium
Das Studienangebot umfasst das konsekutive Studium der Psychotherapiewissenschaft, ein forschungsorientiertes Studium der Psychologie (Bsc & Msc) sowie die ein Bachelor- und ein Masterprogramm in Medien & Digitaljournalismus.

### Universitätslehrgänge
- Kulturelle Beziehungen und Migration (MA)[20]

### Lehrende
Zum Lehrkörper gehören Georg Franzen, Katharina Reboly, Alfred Pritz, Jutta Fiegl, Jürgen Kriz, Karl-Heinz Menzen, Markus Fäh, Uta-Susan Donges, Michael Musalek, Wolfgang Albert, Lutz Götzmann, Brigitte Sanner, Rainer Danzinger, Oliver Decker, Norbert Finzsch und Johannes Reichmayr.

### Bibliothek
Die Hochschule verfügt über eine Präsenzbibliothek mit einem Buchbestand der Titel der Fachgebiete Psychologie, Psychotherapiewissenschaft, Kunsttherapie und Medien- und Digital-Journalismus umfasst.

## Forschung
Die SFU versteht sich als eine akademische Einrichtung, die der Forschung einen zentralen Stellenwert einräumt. Die Forschungsschwerpunkte orientieren sich dabei auch an den individuellen Forschungsinteressen der wissenschaftlichen Mitarbeiterinnen und Mitarbeiter.
Hervorzuheben sind die Forschungen zur Kunsttherapie, zur Methodik der Kulturpsychologie
, zur Akademisierung der Psychotherapie und zum Messie-Syndrom. Ferner liegt ein Forschungsschwerpunkt auf der Geschichte der Psychologie und der Psychotherapie.
Als Teil eines Projekts (Psychologie in der ‚Ostmark‘. Zwischen Ideologie und Dienstbarkeit) zur Erforschung der Geschichte der Psychologie im Nationalsozialismus in Österreich hielt die SFU Berlin im Juli 2018 eine zweitägige Konferenz ab. Weitere Forschungsprojekte:
- Geography and Collective Responsibility[32]
- Vielfalt und (Mehrfach-)Diskriminierung (mit der HU Berlin)[33]